# Josef Alm
Carl Josef Emanuel Alm, född 24 januari 1889, död 23 november 1957 i Oscars församling, Stockholm, var en svensk militärhistoriker.
Josef Alm arbetade från unga år på Artillerimuseum, Livrustkammaren, Nordiska museet och Nationalmuseum. Åtminstone från 1920-talet började han samla på vapen, och blev snart en ofta anlitat expert vid Stockholms auktionshus. Redan från 1917 hade han arbetat vid Artillerimuseum men först 1937 blev han fast anställd där som museets rustmästare, en tjänst han sedan innehade fram till sin död. 1927 debuterade han som författare med boken Vapnens historia, en sammanställning av tidigare publicerade tidskriftsartiklar. Boken fick hård kritik, men blev början på ett omfattande författarskap. Till hans mest berömda och uppskattade verk hör Blanka vapen och skyddsvapen från och med 1500-talet till våra dagar (1932) och Eldhandvapen (1933-1934). Bland hans övriga verk märks Högvakten på Karl XI:s tid (1942), Europeiska armborst. En översikt (1947), Profoss och regementsväbel cirka 1500-1891 (1949) samt Flottans handvapen. Kortfattad historik (1954). Josef Alm författade även de vapenhistoriska artiklarna i Kulturhistoriskt lexikon för nordisk medeltid. Han är begravd på Skogskyrkogården i Stockholm.